# Governo Aylwin
Il Governo Aylwin è stato il governo del Cile in carica dall'11 marzo del 1990 all'11 marzo del 1994, dopo la vittoria del democristianl Patricio Aylwin alle elezioni presidenziali del 1989. È stato il primo governo democratico dopo la Giunta Pinochet.

## Composizione

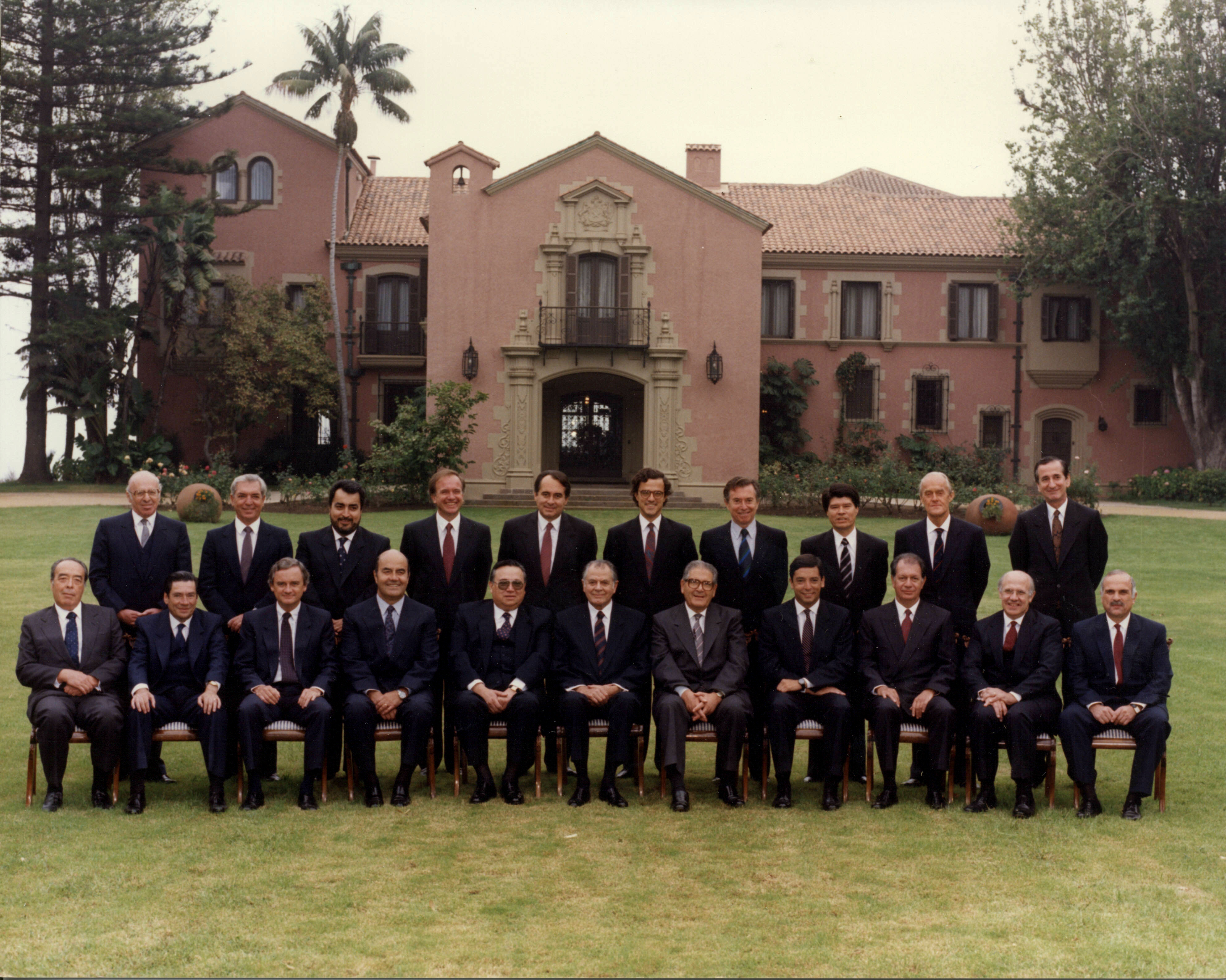
Il primo governo Aylwin (1990).

| Ministro                                       | Nome/Periodo                                                                                               |
| ---------------------------------------------- | --- |
| Ministro dell'interno                          | Enrique Krauss Rusque (1990 - 1994)                                                                        |
| Ministro degli esteri                          | Enrique Silva Cimma (1990 - 1994)                                                                          |
| Ministro della difesa                          | Patricio Rojas Saavedra (1990 - 1994)                                                                      |
| Ministro delle finanze                         | Alejandro Foxley Rioseco (1990 - 1994)                                                                     |
| Ministro Segretario Generale della Presidenza  | Edgardo Boeninger Kausel (1990 - 1994)                                                                     |
| Ministro Segretario Generale del Governo       | Enrique Correa Ríos (1990 - 1994)                                                                          |
| Ministro dell'Economía e sviluppo              | Carlos Ominami Pascual (1990 - 1992) Jorge Marshall Rivera (1992 - 1993) Jaime Tohá González (1993 - 1994) |
| Presidente della Commissione nazionale Energia | Jaime Tohá González (1990 - 1994)                                                                          |
| Ministro della pianificazione e territorio     | Sergio Molina Silva (1990 - 1994)                                                                          |
| Ministro dell'educazione                       | Ricardo Lagos Escobar (1990 - 1992) Jorge Arrate Mac Niven (1992 - 1994)                                   |
| Ministro della giustizia                       | Francisco Cumplido Cereceda (1990 - 1994)                                                                  |
| Ministro del lavoro e previdenza sociale       | René Cortázar Sanz (1990 - 1994)                                                                           |
| Ministro delle opere pubbliche                 | Carlos Hurtado Ruiz-Tagle (1990 - 1994)                                                                    |
| Ministro dei trasporti e telecomunicazioni     | Germán Correa Díaz (1990 - 1992) Germán Molina Valdivieso (1992 - 1994)                                    |
| Ministro della salute                          | Jorge Jiménez De la Jara (1990 - 1992) Julio Montt Momberg (1992 - 1994)                                   |
| Ministro della Casa e urbanistica              | Alberto Etchegaray Aubry (1990 - 1994)                                                                     |
| Ministro dei beni nazionali                    | Luis Alvarado Constenla (1990 - 1994)                                                                      |
| Ministro dell'Agricoltura                      | Juan Agustín Figueroa Yávar (1990 - 1994)                                                                  |
| Ministro delle Miniere                         | Juan Hamilton Depassier (1990 - 1992) Alejandro Hales Jamarne (1992 - 1994)                                |
| Ministro del Servizio Nazionale della Donna    | Soledad Alvear Valenzuela (1991 - 1994)                                                                    |